# Fieseler F 3
O Fieseler F 3 Wespe (" Vespa ") foi uma aeronave alemã desenvolvida no início dos anos 1930 por Gerhard Fieseler. Poucas informações da aeronave permanece devido em parte à destruição de registros e documentos durante a Segunda Guerra Mundial.

## Design e desenvolvimento
A configuração da aeronave, inspirada ou copiada de Alexander Lippisch, apresentava um design de asa voadora com winglets e dois motores radiais. Os motores Pobjoy R de sete cilindros foram instalados numa configuração push-pull e forneceram 75-85 cavalos de potência cada. Uma hélice de duas pás fabricada por Gustav Schwarz pode ser vista em algumas das poucas fotos restantes. O projeto apresentava um canard e asas dobráveis. Diferentes versões da aeronave tinham um dossel totalmente fechado no estilo "estufa" ou duas cabines abertas. Após determinar que a aeronave é geralmente incontrolável, o projeto foi transferido para a Rhön-Rossitten Gesellschaft (RRG).